# Takeshi Watanabe (Musiker, 1952)
Takeshi Watanabe (jap. 渡辺 剛, Watanabe Takeshi; * 7. Juli 1952) ist ein japanischer Jazz-Schlagzeuger.
Watanabe hatte Unterricht bei Motohiko Hino, später bei Billy Hart, Jimmie Smith und Alan Dawson. Er spielte ab 1973 bei Yoshio Ikeda (Anemophilous Flower, 1979), bei dem er bis 1979 blieb. Anschließend arbeitete er bis 1981 bei Isao Suzuki, dann bei Eiji Kitamura (A Day in Jazz Vol. 2, 1982). Außerdem war er ab den späten 1970er-Jahren an Aufnahmen von Masako Miyazaki, dem Terry Herman Trio (bestehend aus Teru Sakamoto und Takao Neichi), von Koji Moriyama sowie von Hozan Yamamoto/Karl Berger (Again and Again, JVC 1985) beteiligt.